# UFC Fight Night: Mir vs. Duffee
UFC Fight Night: Mir vs. Duffee（ユーエフシー・ファイトナイト：ミア・バーサス・ダフィー、別名UFC Fight Night 71）は、アメリカ合衆国の総合格闘技団体「UFC」の大会の一つ。2015年7月15日、カリフォルニア州サンディエゴのバレービュー・カジノセンターで開催された。

## 大会概要
本大会ではフランク・ミアとトッド・ダフィーによるヘビー級ワンマッチが組まれた。
元Bellatorウェルター級王者ライマン・グッドがUFCデビュー。
本大会からFOXスポーツ&エンターテイメントでの放送が再開された。

## 試合結果

### アーリープレリム
第1試合 ウェルター級ワンマッチ 5分3R
○  ライマン・グッド vs.  アンドリュー・クレイグ ×
2R 3:37 KO（右フック→パウンド）
第2試合 ミドル級ワンマッチ 5分3R
○  ケビン・ケーシー vs.  イルデマール・アルカンタラ ×
3R終了 判定3-0（30-27、30-27、30-27）

### プレリミナリーカード
第3試合 ウェルター級ワンマッチ 5分3R
○  ショーン・ストリックランド vs.  イゴール・アラウージョ ×
3R終了 判定3-0（30-27、30-27、30-26）
第4試合 バンタム級ワンマッチ 5分3R
○  ハニ・ヤヒーラ vs.  金原正徳 ×
3R終了 判定2-1（29-28、28-29、29-28）
第5試合 女子バンタム級ワンマッチ 5分3R
○  ジェシカ・アンドラージ vs.  サラ・モーラス ×
3R終了 判定3-0（30-27、30-27、30-27）
第6試合 フェザー級ワンマッチ 5分3R
○  サム・シシリア vs.  ヤオツィン・メザ ×
3R終了 判定3-0（30-27、29-28、29-28）

### メインカード
第7試合 ウェルター級ワンマッチ 5分3R
○  アラン・ジョウバン vs.  マット・ドワイヤー ×
3R終了 判定3-0（29-27、29-27、29-27）
第8試合 ライト級ワンマッチ 5分3R
○  ケビン・リー vs.  ジェームス・ムーンタスリ ×
1R 2:56 リアネイキドチョーク
第9試合 バンタム級ワンマッチ 5分3R
○  マニー・ガンブリャン vs.  スコット・ヨルゲンセン ×
3R終了 判定3-0（30-27、30-27、30-27）
第10試合 女子バンタム級ワンマッチ 5分3R
○  ホリー・ホルム vs.  マリオン・レノー ×
3R終了 判定3-0（30-27、30-26、29-28）
第11試合 ライト級ワンマッチ 5分3R
○  トニー・ファーガソン vs.  ジョシュ・トムソン ×
3R終了 判定3-0（30-27、30-27、30-26）
第12試合 ヘビー級ワンマッチ 5分5R
○  フランク・ミア vs.  トッド・ダフィー ×
1R 1:13 KO（左ストレート）

### 各賞
ファイト・オブ・ザ・ナイト： アラン・ジョウバン vs. マット・ドワイヤー
パフォーマンス・オブ・ザ・ナイト： フランク・ミア、トニー・ファーガソン
各選手にはボーナスとして5万ドルが授与された。

### カード変更
負傷などによるカードの変更は以下の通り。
- エドガー・ガルシア → ライマン・グッド（第1試合）

- チェ・ドゥホ → サム・シシリア（第6試合）

- ボビー・グリーン vs. アル・アイアキンタ → グリーンの負傷により中止

- ギルバート・メレンデス vs. アル・アイアキンタ → メレンデスの薬物検査失格により中止